# Алло, мам!
«Алло, мам!» — двадцять п'ята пісня російсько-українського гурту «ВІА Гра»; перша та єдина за участю Санти Дімопулос.

## Відеокліп
Кліп знімався 21 і 22 січня 2012 а в Києві. Режисером ролика став Алан Бадоєв, який зняв групі кілька кліпів. Цей кліп став першим та єдиним для Санти Дімопулос.
Прем'єра кліпу відбулася 17 лютого 2012 року на Інтернет-платформі YouTube.
Сюжет кліпу пов'язаний із родиною, яку зруйнувала коханка чоловіка. Альбіна - дружина, Санта - коханка, Єва - сусідка Альбіни. Альбіна розуміє, що чоловік скоро піде з сім'ї до коханки, в якої ось-ось народиться від нього дитина і приймає рішення закінчити життя самогубством.

## Учасники запису
- Санта Дімопулос
- Альбіна Джанабаєва
- Єва Бушміна